# Transportes Colectivos

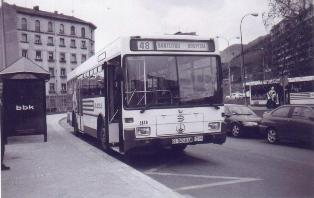
Mercedes 0-405 con la decoración original de Bilbobus.

Transportes Colectivos S.A. (TCSA) es una empresa dedicada al transporte colectivo interurbano de Vizcaya gestionando parte del servicio de Bizkaibus (autobuses interurbanos). También fue la concesionaria de los servicios urbanos de viajeros de Bilbao (Bilbobús) hasta el 2008 y de los antiguos tranvías de Bilbao. En la actualidad pertenece al Grupo ALSA.

## Historia
Inicialmente denominada TUB (Tranvías Urbanos de Bilbao) fue creada a finales del siglo XIX; Tras varios acuerdos empresariales (con la compañía del tranvía de Arratia), pasó a estar, durante un breve período, controlada por esta empresa. En 1906 pasa a ser Tranmways et Electricité de Bilbao el accionista mayoritario. A finales de los años 40 hay intentos de municipalización de la compañía, situación que se materializa, y que dura hasta principios de los 50. Posteriormente pasó a denominarse TUGBSA (Transportes Urbanos del Gran Bilbao), para, desde los años 80, denominarse como en la actualidad.
Fue la primera empresa en contar con Tranvía eléctrico de España (Línea Bilbao-Santurce en 1896), servicio de Trolebús en 1940 (20-6-1940), cuando la compañía aún se denominaba Tramways et electricité de Bilbao, con el recorrido Santiago-Misericordia. Los trolebuses desaparecieron en 1976. También fue pionera al iniciar el servicio de Microbús, en 1960, con los famosos Azulitos.
Tras denominarse como en la actualidad, absorbió a otras compañías como Bilbaína de autobuses S.A. (BASA), que explotaba las líneas del Alto Nervión, Saipal, que hacía las conexiones entre Bilbao y la margen izquierda con el campus de la UPV en Lejona, o Ramos, que conectaba este mismo centro universitario con Erandio y Guecho.
En 1988 entró a formar parte de Bilbobus y Bizkaibus.
En 2008 pierde la concesión de Bilbobus. Ese mismo año, sus acciones pasaron a manos de la multinacional National Express, a la que también pertenece ALSA. En marzo de 2009 comenzó la renumeración de los vehículos, integrándose así en la flota de ALSA.
En 2015 gana la concesión de líneas de Bizkaibus de la Margen Izquierda y parte de Bilbao en una UTE formada por Transportes Colectivos y Transitia (Ezkerraldea-Meatzaldea Bus S.A (EMB)) , desapareciendo así el nombre de Transportes Colectivos S.A. dentro del servicio de Bizkaibus.

## Datos
Transportes Colectivos cuenta con una flota de unos 130 autobuses, aparte de vehículos auxiliares, gestiona 23 de las líneas de Bizkaibus dentro de la UTE con Transitia denominada EMB (Ezkerraldea-Meatzaldea Bus S.A), principalmente realizando las conexiones entre Bilbao, la Margen Izquierda, el Alto Nervión y la UPV.
Durante 2006 transportó a cerca de 44.000.000 de viajeros, el servicio Bilbobus (cuando todavía era la adjudicataria) experimentó un gran aumento de usuarios, alcanzándose los 27 millones de usuarios, cifra no alcanzada desde 1997 cuando se inauguró el metro en el barrio de Santuchu. Sus autobuses recorrieron unos 14.000.000 km.
Además de gestionar el servicio de autobuses, también cuenta con talleres, cabinas para la venta y cambio de títulos de transporte, ubicadas en distintas paradas de autobús, (generalmente en las más concurridas de los diferentes puntos de los municipios de Vizcaya) y área de atención al cliente.

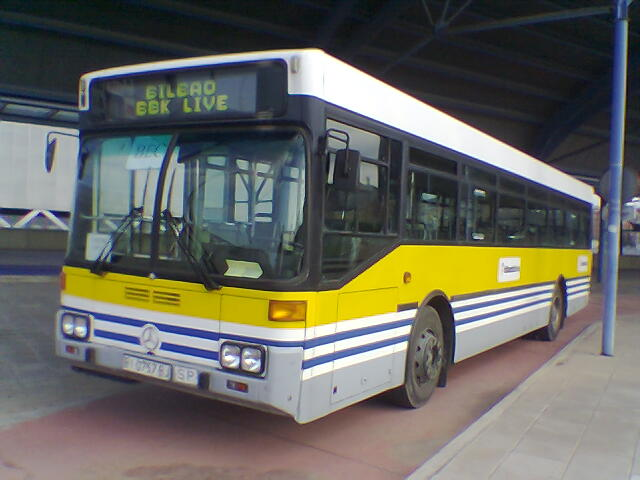
Mercedes 0-405 de Bizkaibus, haciendo un servicio especial al concierto Bilbao Live Festival.

## Vehículos
- Scania N-270UB carrocería Hispano Habit (serie 2300).
- Volvo 7700 Híbrido.
- Setra S415 UL.

Hasta 2003 había dos unidades, adscritas al servicio de Bilbobus, que utilizaban gas natural como combustible (Mercedes 0-405N, serie 900), si bien el servicio no continuó.

## Líneas

### Servicios especiales
- Bilbao Live Festival: servicios especiales cada 10 minutos durante los días que duran los conciertos, en el Monte Cobetas; los autobuses salen desde Baracaldo, de la marquesina situada junto a la feria de Muestras (BEC), donde se pueden dejar los vehículos particulares para asistir a los conciertos; son gratuitos, y funcionan las 24 h del día mientras duren los eventos musicales.

- Semana Grande: servicios especiales desde diferentes municipios de Vizcaya, que los unen la villa durante toda la noche.

### Líneas antiguas
Las líneas con una barra al lado indica "línea x cruzada" (donde x es cualquier número o letra de línea), esto es así porque aparecía una raya roja en diagonal sobre el número -o letra- en el cartel de la línea. 
Las líneas que aún perduraron en 1991 se repintaron por el color amarillo característico de Bizkaibus.
- Con Microbuses Azulitos: los microbuses ofrecían un servicio más rápido que los autobuses, no admitían viajeros de pie, las paradas se realizaban a petición del usuario, y eran algo más caros.Cartel de un microbús cubriendo la línea H cruzada.

| Línea | Recorrido                                      | Frecuencia (minutos)                                                             |
| ----- | ---------------------------------------------- | -------------------------------------------------------------------------------- |
| A2312 | Zabálburu- UPV/EHU por Juan de Garay           | 30' de lunes a viernes lectivos y en hora punta                                  |
| A2314 | Bilbao - Erandio Goikoa - UPV/EHU              | 30' de lunes a viernes lectivos                                                  |
| A2318 | Termibus - UPV/EHU por Autovía                 | 15' en hora punta a la mañana y 20' el resto del día de lunes a viernes lectivos |
| A2321 | Santutxu - UPV/EHU por Autovía                 | 30' en hora punta y 60' en hora valle de lunes a viernes lectivos                |
| A2324 | Bilbao - UPV/EHU por Enekuri                   | variable en días lectivos                                                        |
| A3115 | Bilbao - Santurce                              | 20' laborables y 30' los festivos                                                |
| A3122 | Bilbao - Sestao - Errepelega                   | 60'                                                                              |
| A3129 | Luchana - Cruces - Santurce                    | 15' los días laborables y 30' los días festivos                                  |
| A3135 | Sestao - Kabiezes                              | 15' los días laborables y 20' los días festivos                                  |
| A3136 | Bilbao - Baracaldo - Santurce - San Juan       | 30'                                                                              |
| A3137 | Bilbao - Baracaldo                             | 30'/60'                                                                          |
| A3141 | Cruces - Bagatza - Valle de Trápaga            | 30' los días laborables y 60' los días festivos                                  |
| A3144 | Bilbao - Cruces - Baracaldo por Ugarte         | 30' los días laborables, domingos y festivos no hay servicio                     |
| A3151 | Bilbao - Santurce - Portugalete por Autovía    | 30´ los días laborables                                                          |
| A3321 | Portugalete - La Arena - Musques               | 60' y 120' hasta Kobaron                                                         |
| A3331 | Valle de Trápaga - Sestao                      | 60'                                                                              |
| A3332 | Valle de Trápaga - Santurce                    | 30' los días laborables y 60' los festivos                                       |
| A3333 | Gallarta - Santurce                            | 20' los días laborables y 30' los festivos                                       |
| A3335 | Musques - Sestao                               | 60'                                                                              |
| A3336 | Bilbao - Musques                               | 30' los días laborables y 30'/60' los festivos                                   |
| A3338 | Musques - Baracaldo - Las Arenas               | 30' los días laborables y 60' los festivos                                       |
| A3340 | Bilbao - Abanto-Ciérvana - Musques (autopista) | 60' los días laborables                                                          |

| Línea | Recorrido                                                    | Fechas de funcionamiento                            |
| ----- | ------------------------------------------------------------ | --------------------------------------------------- |
| A     | Arenal - Gran Vía - Gregorio Balparda - Arenal               | 1963 - 1983                                         |
| B     | Casco Viejo - La Casilla                                     | 1963 - 198x                                         |
| C     | Sagrada Familia - Alameda Mazarredo - Arenal                 | 1964 - 1988                                         |
| C/    | Sagrada Familia - Gran Vía - Arenal                          | 1971 - 1988                                         |
| D     | San Ignacio - Indauchu                                       | 1964 - 1988                                         |
| D/    | San Ignacio - Plaza Zabálburu - Hospital (desde 1981 a 1988) | 1975 - 1981 pasa a ser línea 33.                    |
| E     | Santuchu - Indauchu                                          | 1964 - 1988                                         |
| F     | Uribarri - Ingenieros                                        | 1964 - 1988                                         |
| G     | Recaldeberri - Achuri                                        | 1964 - 1988                                         |
| G/    | Achuri - Gordóniz - Larrasquitu                              | 1964 - 1988                                         |
| H     | Arenal - Astrabudúa                                          |                                                     |
| H/    | San Ignacio - Facultad de C.C. Económicas - Arenal           | 1965 - 1988                                         |
| HD    | Arenal - Desierto de Erandio                                 | 1965 - 1988                                         |
| HE    | Arenal - Erandio - Axpe                                      | 1965 - 1988 pasa a Bizkaibus                        |
| I     | Arenal - La Campa - Asúa                                     | 1965 - 1988 pasa a Bizkaibus (3247)                 |
| K     | Astrabudúa - La Campa - Asúa                                 | 1966 - 1988 pasa a Bizkaibus                        |
| L     | San Adrián - Arenal                                          | 1966 - 1988                                         |
| M     | Castaños - Avenida José Antonio                              | 1968 - 1987                                         |
| O     | Plaza España - Ocharcoaga                                    | 1968 - 1988                                         |
| R     | Irala - Arenal                                               | 1971 - 1988                                         |
| S     | Baracaldo - Cruces                                           | 1970 - 1983 (pasa a ser línea 21)                   |
| T     | Baracaldo - Santa Teresa - Andicollano                       | 1970 - 1977 (absorbida por línea 28)                |
| UB    | Urbano de Baracaldo                                          | 1964 - 1987 (autobuses Comet)                       |
| V     | Sestao - Puente Vizcaya - Santurce                           | 1971 - 1980 (autobuses Comet azules)                |
| Y     | San Vicente - Santurce                                       | 1971 - 1983 (absorbida por línea 20)                |
| Z     | Arenal - Zorroza - Cruces                                    | 1971 - 1985 (autobuses Comet): Pasa a ser línea 36. |
| 1/    | Santiago - Misericordia                                      | 1967 - 1988                                         |
| 8/    | San Antón - Hospital                                         | 1967 - 1988                                         |
| 11/   | Indauchu - Arabella                                          | 1971 - 1988                                         |
| 18/   | Zabalburu - Altamira                                         | 1967 - 1979                                         |

- Con autobuses de color rojo:

| Línea | Recorrido                                             | Fechas de funcionamiento                                                                |
| ----- | ----------------------------------------------------- | --------------------------------------------------------------------------------------- |
| 1     | Santiago - Misericordia                               | 1940 - 1976                                                                             |
| 2     | San Nicolás - Zorrozaurre                             | 1949 - 1988 (inicialmente con trolebuses)                                               |
| 3     | Achuri - Museo                                        | 1948 - 1978 (con trolebuses)                                                            |
| 4     | Recaldeberri - Castaños                               | 1953 - 1988 (inicialmente como trolebuses)                                              |
| 5     | San Ignacio - Indauchu                                | 1964 - 1988                                                                             |
| 6     | Arenal - Avenida José Antonio                         | 1949 - 19xx (con trolebús)                                                              |
| 7     | Arenal - Torre Urízar                                 | 1974 - 1988 (antigua línea 10)                                                          |
| 8     | Hospital - Puente de San Antón                        | 1955 - 1979 (inicialmente con trolebús)                                                 |
| 8     | Altamira - Puente San Antón                           | 1979 - 1988 (autobuses Comet)                                                           |
| 9     | Plaza Jado - San Ignacio                              | 1954 - 1956                                                                             |
| 9     | Plaza Jado - Erandio                                  | 1956 - 1981 (prolongación)                                                              |
| 9     | Plaza Jado - Axpe                                     | 1981 - 1988 (prolongación)                                                              |
| 10    | Arenal - Torre Urízar                                 | 1955 - 1974 (inicialmente como trolebús; pasa a ser línea 7)                            |
| 10    | Bilbao - Baracaldo por Ugarte                         | 1954 - 1987 pasa a Bizkaibus (3144)                                                     |
| 11    | Plaza Jado - Begoña                                   | 1955 - 1977 (inicialmente con Tranvía).                                                 |
| 11    | Plaza Jado - Arabella                                 | 1977 - 1979 (prolongación).                                                             |
| 11    | Plaza Jado - Churdínaga                               | 1979 - 1988 (prolongación)                                                              |
| 11/   | Plaza de España - Begoña                              | 1955 - 1977(inicialmente con tranvía)                                                   |
| 11/   | Plaza España - Arabella                               | 1977 - 1979 (prolongación)                                                              |
| 11/   | Plaza España - Churdínaga                             | 1979 - 1988 (prolongación)                                                              |
| 12    | Plaza de España - Santuchu                            | 1956 - 1988 (inicialmente por Miraflores)                                               |
| 12/   | Plaza España - Santuchu                               | 1967 - 1988 (autobuses Comet)                                                           |
| 14    | Arriaga - La Peña                                     | 1956 - 1988                                                                             |
| 15    | Bilbao - Portugalete - Santurce                       | 1957 - 1988 (inicialmente con tranvía)                                                  |
| 15/   | San Vicente - Santurce                                | 1957 - 1983 (absorbido por línea 20)                                                    |
| 16    | Plaza España - Archanda                               | 1976 - 1988 (pasa a Bizkaibus)                                                          |
| 16    | San Ignacio - Plaza Indauchu                          | 1988 - 1995 (suprimida por el metro)                                                    |
| 18    | Plaza Sagrado Corazón - Altamira                      | 1963 - 1982                                                                             |
| 18    | Altamira - Plaza Moyúa                                | 1982 - 1985 (prolongación)                                                              |
| 18    | Monte Caramelo - San Antón                            | 1985 - 1988                                                                             |
| 19    | Ayuntamiento - Ocharcoaga                             | 1961 - 1988                                                                             |
| 20    | San Vicente - Santurce                                | 1983 - 1987 (absorbe al 15/ y a línea Y)                                                |
| 21    | Baracaldo - Cruces                                    | 1983 - 1987 (antigua línea S)                                                           |
| 22    | Peñascal - Plaza Calixto Díez                         | 1965 - 1975 (absorbida por línea 25)                                                    |
| 23    | San Nicolás - Zamudio                                 | 1966 - 1982                                                                             |
| 23    | San Nicolás - Zamudio - Lezama                        | 1982 - 1988 (prolongación)                                                              |
| 24    | Plaza Zabálburu - Larrasquitu                         | 1968 - 1988.                                                                            |
| 25    | Peñascal - Plaza España                               | 1969 - 1988 (absorbe línea 22)                                                          |
| 26    | Arriaga - Buya                                        | 1969 - 1988                                                                             |
| 27    | Zurbaranbarri - Uretamendi                            | 1977 - 1988                                                                             |
| 28    | Baracaldo - Santa Teresa - Andicollano                | 1977 - 1987 (absorbe a línea T)                                                         |
| 29    | Santurce - Cruces                                     | 1977 - 1987                                                                             |
| 30    | Churdínaga - Hospital                                 | 1978 - 1988                                                                             |
| 31    | San Vicente - Sestao                                  | 1980 - 1987                                                                             |
| 32    | Achuri - Escuela de Ingenieros                        | 1981 - 1988                                                                             |
| 33    | San Ignacio - Zabálburu - Hospital                    | 1981 - 1988 (sustituye a línea D/)                                                      |
| 34    | Siete Campas - Plaza España                           | 1983 - 1987                                                                             |
| 36    | Arenal - Zorroza - Cruces                             | 1985 - 1987 (antigua línea Z)                                                           |
| 46    | Santutxu - Plaza Campuzano                            | 1995 - 2000 (suprimida por el metro)                                                    |
| A7    | Larreagaburu - Solokoetxe                             | 2006 - 2008 (suprimida por falta de viajeros)                                           |
| 57    | San Antón - San Adrián (por Bailén)                   |                                                                                         |
| 101   | Baracaldo - Funicular de la Reineta                   | 1971 - 1987 (actual 3141: Cruces - Bagatza - Funicular de Valle de Trápaga)             |
| 2117  | Bilbao - Ortuella                                     | 1988                                                                                    |
| A2161 | Puente de Vizcaya - UPV/EHU                           | 199X - 2014 pasa a la concesión Txorierri/Mungialdea                                    |
| A2162 | Guecho Andramari - UPV/EHU por Algorta                | 199X - 2014 pasa a la concesión Txorierri/Mungialdea                                    |
| A2163 | Erandio - UPV/EHU                                     | 199X - 2014 pasa a la concesión Txorierri/Mungialdea                                    |
| A2164 | Guecho Andramari - UPV/EHU por Fadura                 | 199X - 2014 pasa a la concesión Txorierri/Mungialdea                                    |
| A2610 | Galdácano - Basauri - UPV/EHU                         | 199X - 2014 pasa a la concesión Arratia-Nerbioi/Durangaldea                             |
| A2611 | Ugao - Basauri - Echévarri - UPV/EHU                  | 199X - 2014 pasa a la concesión Arratia-Nerbioi/Durangaldea                             |
| A2612 | Basauri - UPV/EHU                                     | 199X - 2004                                                                             |
| 3121  | Baracaldo - Cruces                                    | 1988 - 2002 (antigua línea 21) (suprimida por el metro)                                 |
| A3122 | Directo Bilbao - Sestao                               | 1988 - 1989 (actual 3122)                                                               |
| A3128 | Santa Teresa - Cruces                                 | 1988 - 2002 (antigua línea 28) (suprimida por el metro) (absorbido por línea 3141)      |
| A3131 | Baracaldo - Sestao - Errepelega                       | 1988 - 2014 (incorporada a la A-3122)                                                   |
| 3134  | Siete Campas - Plaza España                           | 1988                                                                                    |
| A3136 | Bilbao - Cruces - Baracaldo Por Retuerto              | 1988 - 2014 (fusionada con la A-3142 y A-3322)                                          |
| A3137 | Bilbao - Baracaldo por Hurtado De Amezaga             | 1988 - 2014 (incorporada a la A-3122) se pone en marcha otra vez el 1 de enero de 2016  |
| A3138 | Bilbao - Baracaldo por Gran Vía                       | 1988 - 2002 (suprimida por el metro)                                                    |
| A3139 | Baracaldo - El Regato                                 | 1988 - 2014 (pasa a KBus como línea 2)                                                  |
| A3142 | Santurce - Baracaldo - Retuerto - Kareaga             | 1988 - 2014 (fusionada con la A-3136 y la A-3322)                                       |
| 3145  | Estación de Baracaldo - Zuazo - Cruces                | 1988 - 199x (antigua línea UB)                                                          |
| A3152 | Bilbao - Portugalete por Autovía                      | 1988 - 2009 (suprimida por el metro)                                                    |
| A3153 | Bilbao - Baracaldo por Autovía                        | 1989 - 2002 (suprimida por el metro)                                                    |
| A3154 | Bilbao - Sestao por Autovía                           | 1996 - 2004 (suprimida por el metro)                                                    |
| A3216 | Bilbao - Archanda                                     | 1988 - 2014 (pasa a Bilbobus como línea A7)                                             |
| A3219 | Plaza España - Erandio                                | 1988 - 199x (antigua línea 9)                                                           |
| A3223 | Bilbao - Larrabezúa                                   | 1988 - 2014 pasa a la concesión Txorierri/Mungialdea                                    |
| A3224 | Bilbao - Derio - Parque Tecnológico                   | 199X - 2014 pasa a la concesión Txorierri/Mungialdea                                    |
| A3225 | Bilbao - Laukiz                                       | 2011 - 2014 pasa a la concesión Txorierri/Mungialdea                                    |
| A3231 | Bilbao - Astrabudua - Cruces - Santurce               | 1998 - 1999 (suprimida por poca afluencia de viajeros)                                  |
| A3246 | Bilbao - Astrabudúa - Cruces                          | 1988 - 2002 (suprimida por el metro)                                                    |
| A3247 | Bilbao - La Campa - Aeropuerto                        | 199X - 2002 se desdobla en las actuales A2314 y A3247                                   |
| A3247 | Bilbao - Aeropuerto                                   | 2002 - 2014 pasa a la concesión Txorierri/Mungialdea                                    |
| A3248 | Astrabudúa - Erandio Goikoa - Sondica - La Ola        | 199X - 2014 pasa a la concesión Txorierri/Mungialdea                                    |
| A3249 | Erandio - Baracaldo - Cruces                          | 1993 - 1998                                                                             |
| A3250 | Bilbao - Parque Tecnológico (Túneles de Archanda)     | 2010 - 2014 pasa a la concesión Txorierri/Mungialdea                                    |
| A3611 | Bilbao - Artea                                        | 199X - 2005 pasa a ser de Pesa Bizkaia A3928                                            |
| A3612 | Bilbao - Ceberio                                      | 199X - 2005 pasa a ser de Pesa Bizkaia A3929                                            |
| A3613 | Bilbao - Ugao Miraballes                              | 199X - 2014 pasa a la concesión Arratia-Nerbioi/Durangaldea y se amplía a Orozco        |
| A3621 | Bilbao - Basauri - Galdácano                          | 1988 - 2014 (Suprimida por poca afluencia de viajeros)                                  |
| A3622 | Bilbao - Basauri - Artunduaga - San Miguel - Zarátamo | 199X - 2014 pasa a la concesión Arratia-Nerbioi/Durangaldea                             |
| A3623 | Bilbao - Echévarri - San Antonio                      | 1988 - 2014 (Suprimida por el metro)                                                    |
| A3631 | Bilbao - Galdácano - Larrabezúa                       | 2011 - 2014 pasa a la concesión Arratia-Nerbioi/Durangaldea                             |
| A3632 | Bilbao - Basauri - San Miguel por Begoña              | 1988 - 2014 pasa a la concesión Arratia-Nerbioi/Durangaldea y pasa por Echévarri        |
| A3641 | Arrigorriaga - Hospital de Galdácano                  | 199X - 2014 pasa a la concesión Arratia-Nerbioi/Durangaldea y se amplía al alto Nervión |
| 3814  | Santurce - Aeropuerto                                 | Servicio Bizkaijet                                                                      |
| 3815  | Santa María de Guecho - Aeropuerto                    | Servicio Bizkaijet                                                                      |